# Páramos del Esgueva
Páramos del Esgueva est une comarque de la province de Valladolid, en Castille-et-León, Espagne.

## Municipalités
- Encinas de Esgueva
- Canillas de Esgueva
- Fombellida (Castille-et-León)
- Torre de Esgueva
- Castroverde de Cerrato
- Villaco
- Amusquillo
- Villafuerte
- Esguevillas de Esgueva
- Piña de Esgueva
- Villanueva de los Infantes
- Olmos de Esgueva
- Villarmentero de Esgueva
- Castronuevo de Esgueva
- Renedo de Esgueva